# Монастырище (Черниговская область)
Монастыри́ще (укр. Монастири́ще) — село Ичнянского района Черниговской области Украины, центр сельского совета.
Код КОАТУУ: 7421786801. Население по переписи 2001 года составляет 1149

## Географическое положение
Село Монастырище расположено в долине реки Удай (приток Сулы), в 18 км к юго-западу от районного центра и в 7 км от железнодорожной станции Яхновка участка Нежин — Прилуки Юго-Западной железной дороги. По территории села проложена автодорога Прилуки — Нежин.

## История
В окрестностях села Монастырище обнаружены поселения и могильник эпохи бронзы (II тысячелетие до н. э.) и два древнерусских городища времён Киевской Руси (IX—XIII вв.).
Первые письменные упоминания о Монастырище датируются началом XVII века.
Есть на карте 1787 года.
В XIX веке село Монастырище было волостным центром Монастырыщенской волости Нежинского уезда Черниговской губернии. В селе была Рождество-Богородицкая и Михайловская церковь.

## Власть
Орган местного самоуправления — Монастырищенский сельский совет. Адрес: с. Монастырище, ул. Ленина, 6.